# ششمین دیوانه
ششمین دیوانه (انگلیسی: Crazy Six) یک فیلم گانگستری آمریکایی-اسلواکی محصول سال ۱۹۹۸ به کارگردانی آلبرت پایون با بازی راب لو، ماریو فن پیبلز، آیس-تی و برت رینولدز است.

## داستان
بیلی (راب لو) یک معتاد آمریکایی است که برای فرار از مشکلات و کسب درآمد خوب به اروپای شرقی آمده است. به او می‌گویند ششمین دیوانه چون او ششمین فرزند خانواده‌اش است و دیوانه مواد مخدر، رائول (آیس-تی) ارباب مواد مخدر است که در اوقات فراغت خود پلوتونیوم می‌فروشد. وقتی بیلی (ششمین دیوانه) و یک گانگستر عرب-فرانسوی پلوتونیوم و چند دلار را از یک قاچقچی می‌دزدند، اوضاع بهم می‌خورد و …

## تولید
فیلمبرداری در جمهوری اسلواکی در سال ۱۹۹۷ انجام شد.

## انتشار
این فیلم در ۲۸ ژوئیه ۱۹۹۸ به صورت ویدئویی در ایالات متحده منتشر شد.